# Nicolas Farina
Nicolas Farina (ur. 9 sierpnia 1986 w Metze) – francuski piłkarz, obrońca Energie Cottbus.

## Kariera klubowa
Juniorską karierę rozpoczynał w miejscowym klubie FC Metz. Po przejściu na zawodowstwo, podpisał kontrakt z tym samym klubem w 2005 r. W ciągu 4. lat Francuz rozegrał tam zaledwie 11 spotkań, trafiając w sezonie 07/08 na wypożyczenie do AS Cannes. W 2009 r. został zawodnikiem Evianu. Farina rozegrał w tym zespole 49 spotkań, z czego 14 w 1. lidze francuskiej. Odszedł z klubu w 2012 r., przechodząc do niemieckiego klubu Energie Cottbus. Wraz z Fariną dołączył do niego inny Francuz - Guillaume Rippert, który grał z nim w FC Metz i Evian FC.